# 枪吉他

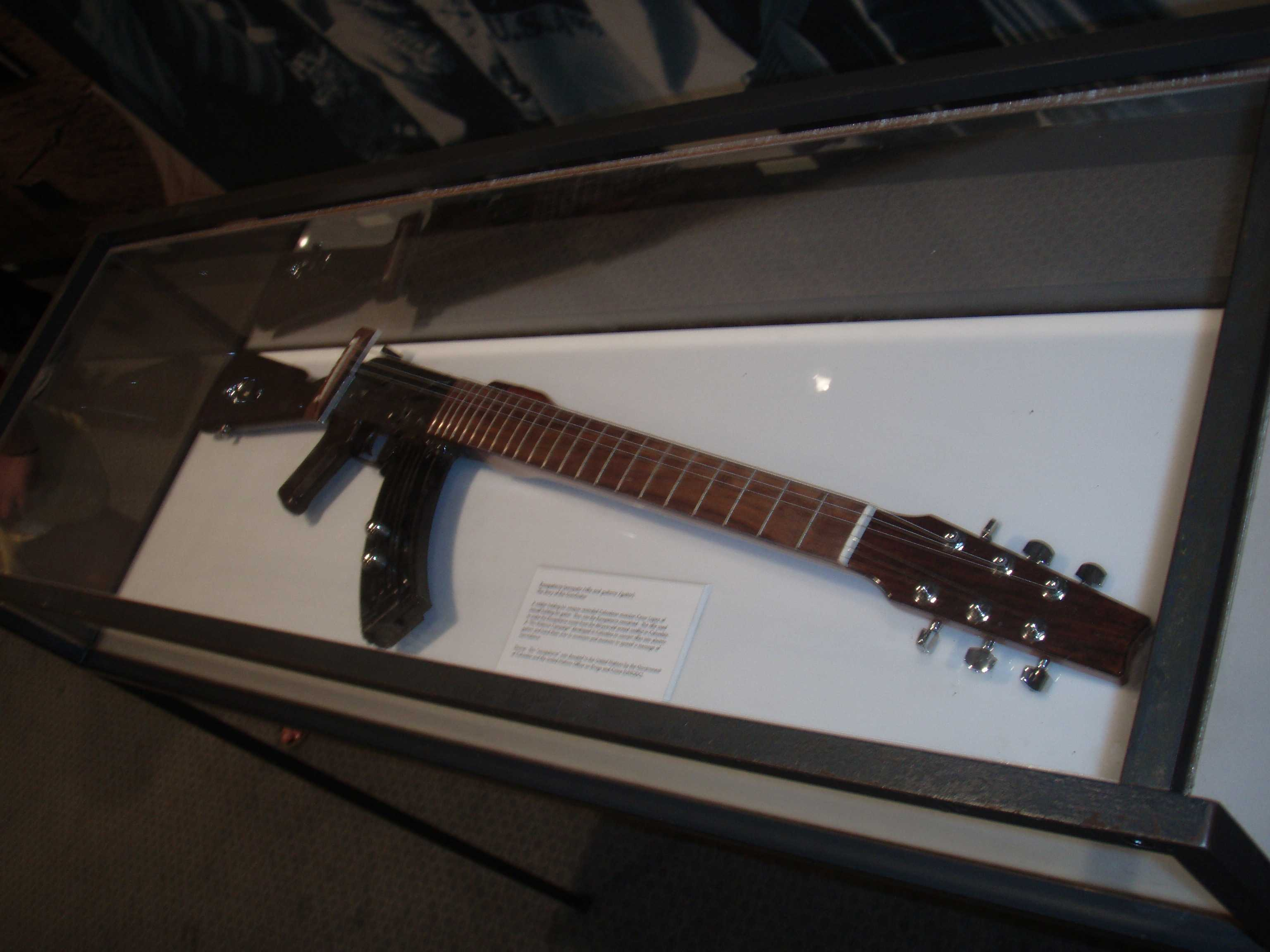
在聯合國總部展出的枪吉他

枪吉他是以步槍改制的吉他，作为和平的象征。其英文escopetarra一词是西班牙语词escopeta（枪）和guitarra（吉他）组成的混成词。

## 历史
枪吉他是2003年由哥伦比亚和平活动家塞萨尔·洛佩斯发明的。靈感來自他在波哥大2003年El Nogal俱乐部爆炸案后的一个集会上，他注意到士兵像抱着吉他一样抱着枪。 2003年，他用一支溫徹斯特連發步槍和一把Stratocaster电吉他制作了第一把枪吉他。
塞萨尔·洛佩斯最初制作了五把枪吉他，其中的四把分别赠与了哥伦比亚音乐人璜斯、阿根廷音乐人菲托·帕埃斯、联合国开发计划署和波哥大市政府，另外一把自用。后来，璜斯在一个帮助反步兵地雷受害者的比佛利山庄慈善募捐会上，将自己的那把枪吉他出售，募集17,000美元。 而赠与联合国的那把枪吉他，曾经在2006年6月的联合国裁军谈判会议上展出。
2006年，洛佩斯又从哥伦比亚和平专员办公室得到了12支退役的AK-47突击步枪。他准备将这些枪改装后，赠予著名音乐人如夏奇拉、卡洛斯·桑塔纳和保罗·麦卡特尼，以及政治人物如达赖喇嘛。但是达赖喇嘛的一名工作人员认为，以武器为礼物是不合适的，因此拒绝了洛佩斯的礼物；洛佩斯曾表示他将尝试更清楚地解释他的目的。